# Конституционная ассамблея Ливии
Конституционная ассамблея Ливии (араб. الهيئة التأسيسية لصياغة الدستور الليبي‎) — законодательный орган Ливии, предназначенный для разработки новой конституции страны.

## История
После революции 17 февраля 2011 года, приведшей к отстранению лидера Ливии Муаммара Каддафи от власти в 20 октября 2011 года, Переходный национальный совет 3 августа 2011 года принял конституционную декларацию, а затем 20 июля 2013 года Всеобщий национальный конгресс сформировал комитет для создания органа для разработки конституции, членами которого стали 60 членов — по 20 человек от трёх регионов Ливии — Триполитании, Киренаики и Феццана. Примечательно, что при формировании комитета использовалась аналогичная модель, применённая при разработке конституции 1951 года.
20 февраля 2014 года по итогам выборов, ознаменовавшихся низкой явкой, были определены все члены ассамблеи, за исключением 13 человек, места которых остались свободными из-за бойкота племени берберов.
Проведение первого заседания в Эль-Байде было назначено на 14 апреля 2014 года, но было отменено из-за приостановления внутренних рейсов в международный аэропорт Эль-Абрак, после чего новое заседание было перенесено на 21 апреля, но тоже было отложено из-за случаев беспорядков в некоторых районах из-за недовольства результатом выборов. Наконец, первое заседание ассамблеи прошло 22 апреля 2014 года, на котором первым её председателем был избран Али Тархуни. Было объявлено, что составление конституции завершится через 120 дней, после чего этот проект будет вынесен на 30-дневное рассмотрение в Палату представителей, хотя журналисты выражали мнение, что процесс затянется. В августе члены ассамблеи направили письмо председателю Всеобщего национального конгресса Нури Абусамэйни с предложением перенести часть заседаний в город Гадамес. В сентябре член ассамблеи Абдель Мохейм аль-Шериф заявил, что проект конституции выйдет в декабре, а в марте 2015 года пройдёт конституционный референдум.